# Minyaspis terranovae
Minyaspis terranovae is een rankpootkreeftensoort uit de familie van de Oxynaspididae. De wetenschappelijke naam van de soort is voor het eerst geldig gepubliceerd in 1923 door Totton.